# ساموئل اومتیتی
ساموئل ایو اومتیتی(به فرانسوی:Samuel Yves Umtiti ) بازیکن فوتبال اهل فرانسه است که برای باشگاه لیل بازی می کرد.
اومتیتی فعالیت حرفه‌ای خود را از سال ۲۰۱۲ با باشگاه لیون شروع کرد و با این تیم، قهرمان جام حذفی فرانسه شد سپس در سال ۲۰۱۶ با عقد قراردادی به قیمت ۲۵ میلیون یورو به بارسلونا اسپانیا پیوست. او در اولین فصل حضورش با بارسلونا دوگانه لالیگا و کوپا دل ری را برنده شد.
اومتیتی در سطح ملی ۴۷ بار برای تیم ملی جوانان فرانسه به میدان رفت و ۳ بار گلزنی کرد. او به همراه پل پوگبا از اعضای تیم زیر ۲۰ سال فرانسه بودند که در سال ۲۰۱۳ قهرمان جام جهانی جوانان شدند. او سپس به تیم ملی بزرگسالان فرانسه دعوت و در سال ۲۰۱۶ با این تیم نائب قهرمان جام ملت‌های اروپا ۲۰۱۶ شد. دو سال بعد، او در جام جهانی ۲۰۱۸ روسیه حضور پیدا کرد و گلِ پیروزی فرانسه را در نیمه نهایی مقابل بلژیک، با سرزنی به ثمر رساند. اومتیتی با فرانسه قهرمان جام جهانی ۲۰۱۸ شد.